# Grön eld, Umeå
Grön eld (dansk: Grøn ild) er en 9 meter høj grøn glasskulptur udført af Vicke Lindstrand. Grön eld er et af Umeås mest kendte kunstværker og var, da det blev opført i 1970, verdens største glasskulptur. Kunstværket står på Järnvägstorget foran Umeå centralstation.

## Historie
HSB-chefen Sven Wallander bestilte kunstværket efter at han havde set Lindstrands Prisma i Norrköping. HSBs kunstfond betalte skulpturen og Umeå by stod for etableringen. Da skulpturen blev opført, blev Järnvägstorget samtidig lagt om til en trafikplads med rondel og firsporet gennemfartsvej. Kunstværket ejes i dag af Umeå kommun. Under ombygningerne af Järnvägstorget, som skal stå klar i 2013/2014, findes der planer om at lægge sorte granitfliser rundt om Grön eld. Lennart Johansson som arbejede med Grön eld i 1970 offentliggjorde i december 2013 at han placerede et billede af Mao Zedong i en af flammerne under arbejdet.

## Konstruktion
Grön eld består af tre snoede glassøjler som tilspidses øverst. Glassøjlerne er opbyggede af tre tusinde 9 millimeter tykke glasskiver fra Emmaboda glasverk der er limet sammen med epoxylimen (araldit) for at kunne klare at stå udendørs. Skulpturen vejer 45 ton og den står på en tung betonsokkel på piloteret jord.

### Trykte
- Skulpturguide Umeå (første oplag udgave). Västerbottens konstförening. 2006. s. 11. ISBN 978-91-631-8462-8.

63°49′46″N 20°15′59″Ø / 63.82944°N 20.26639°Ø